# جبريل ريفيرا
جبريل ريفيرا (بالإنجليزية: Gabriel Rivera)‏ هو لاعب كرة قدم أمريكية أمريكي، ولد في 7 أبريل 1961 في كريستال سيتي في الولايات المتحدة، وتوفي في 16 يوليو 2018.